# Ain Zana
Ain Zana là một đô thị thuộc tỉnh Souk Ahras, Algérie. Dân số thời điểm năm 2002 là 7.512 người.